# 챔프의 분노
"챔프의 분노"는 한국에서 제작된 임소정 감독의 1992년 영화이다. 임자호 등이 주연으로 출연하였고 백황기 등이 제작에 참여하였다.

## 출연

### 주연
- 임자호
- 주동미

## 기타
- 조명: 김성진